# Brian Kelley
Brian Kelley es un escritor de la televisión estadounidense. Ha escrito para SNL,  NewsRadio, Clerks, Futurama, Joey  y Los Simpson.  

## Biografía
Kelley se graduó con honores de la Escuela Secundaria Darien de Connecticut, y en 1990 ingresó a la Universidad de Harvard como un licenciado en física. Cuatro años después se convirtió en un escritor de televisión.

## Créditos como guionista

### Episodios deLos Simpsons
Ha escrito los siguientes episodios:
| Año  | Título original           | Título en Hispanoamérica        | Título en España                    | Temporada | Episodio |
| ---- | ------------------------- | ------------------------------- | ----------------------------------- | --------- | -------- |
| 2002 | Treehouse of Horror XIII  | La Casita del Horror XIII       | La casa-árbol del terror XIII       | 14        | 1        |
| 2003 | A Star is Born Again      | Nace una nueva estrella         | Ha renacido una estrella            | 14        | 13       |
| 2004 | Margical History Tour     | El recorrido histórico de Marge | Márgica gira histórica              | 15        | 11       |
| 2009 | Lisa the Drama Queen      | Lisa, la reina del drama        | Lisa, la reina del drama            | 20        | 9        |
| 2010 | Postcards from the Wedge  | Postales de la controversia     | Postales desde la polémica          | 21        | 14       |
| 2011 | Moms I'd Like to Forget   | Mamás que quisiera olvidar      | Mamás a las que me gustaría olvidar | 22        | 10       |
| 2012 | Treehouse of Horror XXIII | La casita del horror XXIII      | La casa-árbol del terror XXIII      | 24        | 2        |
| 2013 | Homer Goes to Prep School | Homero ya está preparado        |                                     | 24        | 9        |
| 2014 | Specs and the City        | Los lentes y la ciudad          |                                     | 25        | 11       |
| 2014 | Brick Like Me             | Un bloque como yo               |                                     | 25        | 20       |
| 2015 | The Princess Guide        | El guía de la princesa          |                                     | 26        | 15       |
| 2019 | Livin La Pura Vida        | Viviendo La Pura Vida           | Livin' La Pura Vida                 | 31        | ?        |

### Episodios deFuturama
Él escribió el siguiente episodio:  
- Love's Labours Lost In Space